# Ревиляхихедо (архипелаг)
Архипелагът Ревиляхихедо (на испански: Islas Revillagigedo, Revillagigedo Archipelago) е група от четири вулканични острова в Тихия океан, известни със своята специфична екосистема. Разположени са на приблизително 390 km югозападно от Кабо Сан Лукас – най-южния край на полуостров Долна Калифорния, и на 720 до 970 km на запад от град Мансанийо. Общата площ на островите е 157.81 km2. Административно спадат към територията на община Мансанийо в мексиканския щат Колима от 1861 година, но са под мексиканската федерална юрисдикция.

## Острови в архипелага
Четирите острова – Сан Бенедикто, Сокоро, Рока Партида и Кларион – представляват върховете на подводен планински масив с вулканичен произход.
- Сан Бенедикто
- Сан Бенедикто (от сателит)
- Сокоро
- Сокоро (карта)
- Рока Партида
- Рока Партида (карта)
- Кларион (карта)

| Остров                 | Дължина × Ширина (km) | Площ (km2) | Най-висок връх (m)   |
| Сан Бенедикто          | 4.315 × 2.490         | 5.94       | Барсена (310)        |
| Сокоро (Сан Томас)     | 16.813 × 15.629       | 132.06     | Монте Еверман (1130) |
| Рока Партида           | 0.246 × 0.073         | 0.014      | (34)                 |
| Кларион (Санта Роса)   | 8.544 × 3.686         | 19.80      | Монте Галегос (335)  |
| Архипелаг Ревиляхихедо | 420 by 115            | 157.81     | Монте Еверман (1130) |

В южната част на остров Сокоро има станция на флота с персонал от 45 души. На остров Кларион е разположен малък морски гарнизон от 9 души. С изключение на това, островите са безлюдни.

## Екосистема
Островите са хабитат, критично важен за много видове диви животни, по-важни от които са морските птици. Прилежащата акватория на архипелага се характеризира със забележително изобилие от океански видове – скатове, акули, делфини, китове.
Благодарение на изолацията си от континента, на островите виреят толкова много растителни и животински ендемични видове, че са получили прозвището „малките Галапагоски острови“. Разглеждат се като отделен териториално обособен екорегион, част от неотропическата екозона. От четирите острова Сокоро е островът с най-голямо разнообразие в топографски аспект, както и по отношението на флората и фауната. Всички сухоземни гръбначни видове, обитаващи архипелага, са ендемични видове, както и 14 от 16-те вида птици.
На 4 юни 1994 година мексиканското правителство обявява архипелага за биосферен резерват. На 17 юни 2016 година е обявен за обект от списъка на световното културно и природно наследство на ЮНЕСКО.